# Варненски мангановоруден район
Варненски мангановоруден район или Варненска металогенна зона е металогенна единица в западната част на Понтокаспийския металогенен пояс.
Териториално се простира по крайбрежието на Черно море от град Бяла до границата между България и Румъния. Рудите са седиментогенни, според други – вулканогенно-седиментни. Дебелината на продуктивния манганоносен комплекс е от 60 до 900 m и е с олигоценска възраст. Съставен е най-вече от алевролити и глини, но също така и от пясъчници, мергели, туфи, туфити и конгломерати. Проучени са находищата „Шабла“, „Оброчище“, „Игнатиево“, „Белослав“, „Рудник“, „Бяла“. Най-голямо е находище „Оброчище“. Дебелината на рудния пласт в него е между 2 и 24 m. Характерно е присъствието на манганови хидросиликати.
През 1924-1925 г. френска минодобивна компания изследва и разработва находището при Бяла. Добивът се товари на моторната гемия "Орляк", 120 тона, която разтоварва във Варненското пристанище в склада на компанията.
В периода 1951 – 1995 г. от находищата в района са добити около 1 150 000 тона руда.